# 德賴布爾根湖

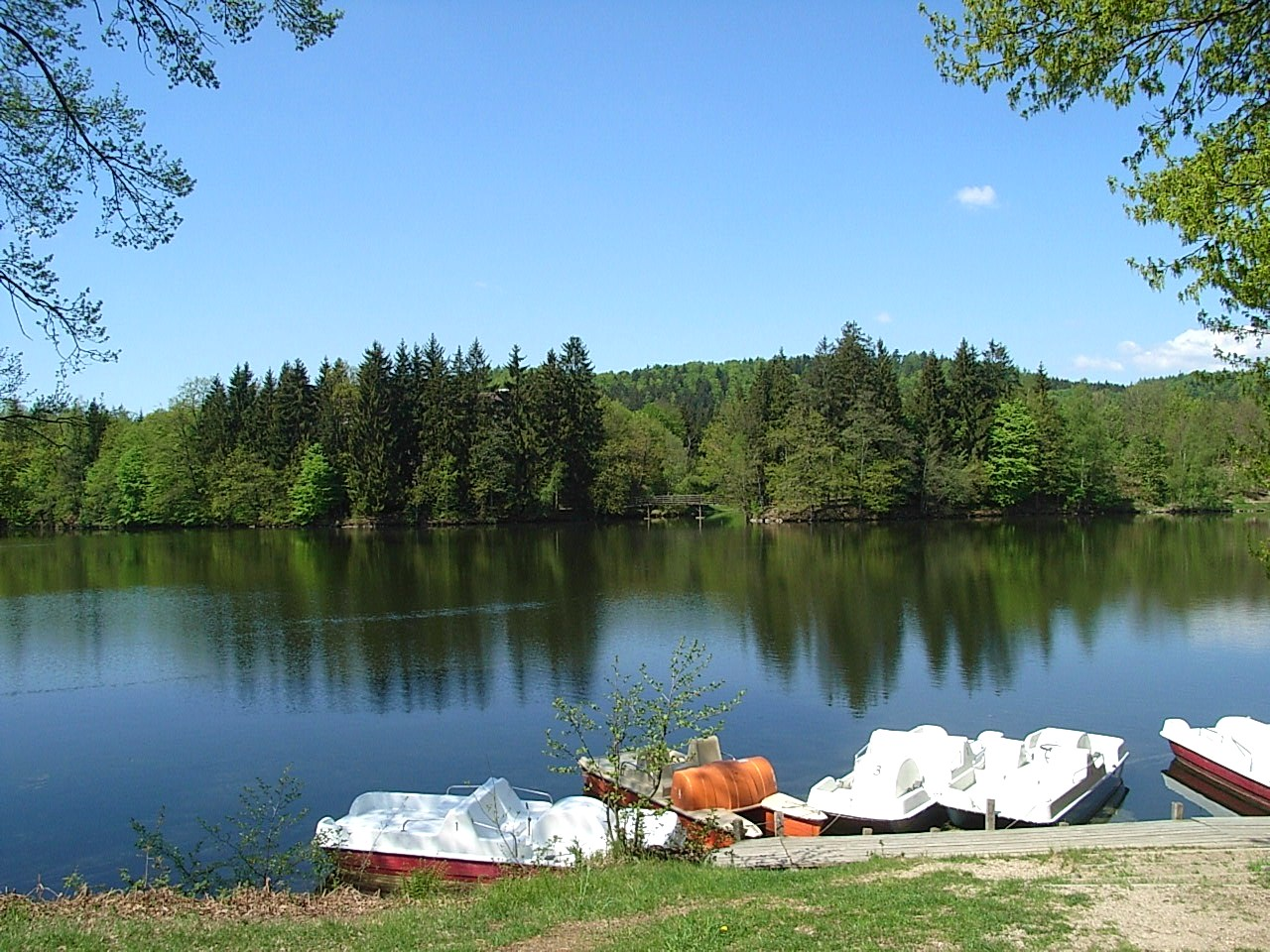

48°44′38″N 13°21′9″E / 48.74389°N 13.35250°E
德賴布爾根湖（德語：Dreiburgensee）是德國的湖泊，位於該國東南部，由巴伐利亞負責管轄，長0.7公里、寬0.3公里，面積0.08平方公里，海拔高度434米，平均水深1.9米，最高水深4.2米。